# 千草台杉山神社
杉山神社（すぎやまじんじゃ）は、神奈川県横浜市青葉区千草台にある神社。

## 歴史
江戸時代初期武蔵国都筑郡下谷本村の鎮守として創建と伝わる。大正3年（1914年）無格社の八雲神社等5社を合祀した。昭和49年（1974年）現在の社殿を新築した。

## 祭神
五十猛命を祀る。相殿として素盞鳴命、大日孁命、豊受姫命、大己貴命、保食命二体を合祀。

## 参考資料
- 『神奈川県神社誌』 神奈川県神社庁、1981年
- 戸倉英太郎『杉山神社考』 緑区郷土史研究会、1978年